# Girl I'm Gonna Miss You
"Girl I'm Gonna Miss You" is een nummer van de Duitse eurodancegroep Milli Vanilli uit 1989.
Het werd in juli van dat jaar uitgebracht als de vierde single van hun debuutalbum, All or Nothing. De single en bereikte de eerste plaats in de Amerikaanse Billboard Hot 100 en behaalde de gouden status. In de Nederlandse Top 40 stond het vijf weken bovenaan de lijst, nadat de drie eerdere singles ook al de top 10 bereikte hadden. Het nummer bereikte ook de nummer één-positie in Oostenrijk, België, Canada en Zwitserland. In Ierland, het Verenigd Koninkrijk en West-Duitsland bleef het op de tweede positie steken.

## Hitnoteringen

### Nederlandse Top 40
| Hitnotering: 30-09-1989 t/m 13-01-1990 | Hitnotering: 30-09-1989 t/m 13-01-1990 | Hitnotering: 30-09-1989 t/m 13-01-1990 | Hitnotering: 30-09-1989 t/m 13-01-1990 | Hitnotering: 30-09-1989 t/m 13-01-1990 | Hitnotering: 30-09-1989 t/m 13-01-1990 | Hitnotering: 30-09-1989 t/m 13-01-1990 | Hitnotering: 30-09-1989 t/m 13-01-1990 | Hitnotering: 30-09-1989 t/m 13-01-1990 | Hitnotering: 30-09-1989 t/m 13-01-1990 | Hitnotering: 30-09-1989 t/m 13-01-1990 | Hitnotering: 30-09-1989 t/m 13-01-1990 | Hitnotering: 30-09-1989 t/m 13-01-1990 | Hitnotering: 30-09-1989 t/m 13-01-1990 | Hitnotering: 30-09-1989 t/m 13-01-1990 | Hitnotering: 30-09-1989 t/m 13-01-1990 | Hitnotering: 30-09-1989 t/m 13-01-1990 |
| Week                                   | 1                                      | 2                                      | 3                                      | 4                                      | 5                                      | 6                                      | 7                                      | 8                                      | 9                                      | 10                                     | 11                                     | 12                                     | 13                                     | 14                                     | 15                                     |                                        |
| -------------------------------------- | -------------------------------------- | -------------------------------------- | -------------------------------------- | -------------------------------------- | -------------------------------------- | -------------------------------------- | -------------------------------------- | -------------------------------------- | -------------------------------------- | -------------------------------------- | -------------------------------------- | -------------------------------------- | -------------------------------------- | -------------------------------------- | -------------------------------------- | -------------------------------------- |
| Nummer                                 | 25                                     | 12                                     | 3                                      | 1                                      | 1                                      | 1                                      | 1                                      | 1                                      | 2                                      | 3                                      | 6                                      | 10                                     | 15                                     | 31                                     | 35                                     | uit                                    |

### Nationale Hitparade Top 100
| Hitnotering: 19-08-1989 t/m 13-01-1990 | Hitnotering: 19-08-1989 t/m 13-01-1990 | Hitnotering: 19-08-1989 t/m 13-01-1990 | Hitnotering: 19-08-1989 t/m 13-01-1990 | Hitnotering: 19-08-1989 t/m 13-01-1990 | Hitnotering: 19-08-1989 t/m 13-01-1990 | Hitnotering: 19-08-1989 t/m 13-01-1990 | Hitnotering: 19-08-1989 t/m 13-01-1990 | Hitnotering: 19-08-1989 t/m 13-01-1990 | Hitnotering: 19-08-1989 t/m 13-01-1990 | Hitnotering: 19-08-1989 t/m 13-01-1990 | Hitnotering: 19-08-1989 t/m 13-01-1990 | Hitnotering: 19-08-1989 t/m 13-01-1990 | Hitnotering: 19-08-1989 t/m 13-01-1990 | Hitnotering: 19-08-1989 t/m 13-01-1990 | Hitnotering: 19-08-1989 t/m 13-01-1990 | Hitnotering: 19-08-1989 t/m 13-01-1990 | Hitnotering: 19-08-1989 t/m 13-01-1990 | Hitnotering: 19-08-1989 t/m 13-01-1990 | Hitnotering: 19-08-1989 t/m 13-01-1990 | Hitnotering: 19-08-1989 t/m 13-01-1990 |
| Week                                   | 1                                      | 2                                      | 3                                      | 4                                      | 5                                      | 6                                      | 7                                      | 8                                      | 9                                      | 10                                     | 11                                     | 12                                     | 13                                     | 14                                     | 15                                     | 16                                     | 17                                     | 18                                     | 19                                     |                                        |
| -------------------------------------- | -------------------------------------- | -------------------------------------- | -------------------------------------- | -------------------------------------- | -------------------------------------- | -------------------------------------- | -------------------------------------- | -------------------------------------- | -------------------------------------- | -------------------------------------- | -------------------------------------- | -------------------------------------- | -------------------------------------- | -------------------------------------- | -------------------------------------- | -------------------------------------- | -------------------------------------- | -------------------------------------- | -------------------------------------- | -------------------------------------- |
| Nummer                                 | 68                                     | 24                                     | 8                                      | 2                                      | 2                                      | 1                                      | 1                                      | 1                                      | 1                                      | 1                                      | 4                                      | 6                                      | 11                                     | 16                                     | 31                                     | 36                                     | 50                                     | 75                                     | 92                                     | uit                                    |

### NPO Radio 2 Top 2000
Girl I'm Gonna Miss You stond alleen in 2000 in de NPO Radio 2 Top 2000, op plek 1320.